# Хельстад, Торстейн
Торстейн Хельстад (норв. Thorstein Helstad; род. 28 апреля 1977[…], Хамар, Хедмарк) — норвежский футболист. С 2000 по 2010 годы игрок сборной Норвегии. В большинстве матчей играл на позиции нападающего.

## Клубная карьера
Торстейн начал свою профессиональную карьеру на родине за «Хам-Кам». В 1998 году перешёл в «Бранн», за который провел пять сезон и дважды становился лучшим бомбардиром Элитсерии. В 2002 году Хельстад подписал контракт с австрийским клубом «Аустрия». Вернувшись на родину в 2004, он вновь стал лучшим бомбардиром норвежского чемпионата в сезоне 2007. Следующими его командами были французские «Ле-Ман» и «Монако». За последний Хельстад провел всего 8 матчей, не забив ни одного мяча. В 2012 году вернулся на родину во второй раз, подписав контракт с «Лиллестрём».

## Сборная
Хельстад дебютировал за сборную в 2000 году, и за десять лет провел 38 матчей, в которых забил 10 мячей. Дебютный гол был забит сборной Финляндии по футболу. Также на счету футболиста записан дубль в ворота сборной Северной Ирландии.

## Достижения

### Командные
Как игрока «Аустрии»:
- Чемпионат Австрии по футболу:
  - Чемпион: 2003
- Кубок Австрии по футболу:
  - Чемпион: 2003
- Суперкубок Австрии по футболу:
  - Чемпион: 2003

Как игрока «Русенборга»:
- Чемпионат Норвегии:
  - Чемпион: 2004, 2006

Как игрока «Бранна»:
- Чемпионат Норвегии:
  - Чемпион: 2007

### Личные
Как игрока «Бранна»:
- Чемпионат Норвегии:
  - Лучший бомбардир: 2000, 2001, 2007
- Почётная награда «Книксен» «Бомбардир года»: 2000 и 2007

## Голы за сборную
| № | Дата            | Соперник          | Счёт | Голы Торстейна | Турнир                   |
| 1 | 16 августа 2000 | Финляндия         | 1:3  | 1              | Товарищеский матч        |
| 2 | 7 октября 2000  | Уэльс             | 1:1  | 1              | Отборочные матчи ЧМ-2002 |
| 3 | 27 января 2001  | Республика Корея  | 3:2  | 1              | Товарищеский матч        |
| 4 | 28 февраля 2001 | Северная Ирландия | 4:0  | 2              | Товарищеский матч        |
| 5 | 26 января 2003  | ОАЭ               | 1:1  | 1              | Товарищеский матч        |
| 6 | 8 июня 2005     | Швеция            | 3:2  | 1              | Товарищеский матч        |
| 7 | 12 октября 2005 | Беларусь          | 1:0  | 1              | Отборочные матчи ЧМ-2006 |
| 8 | 2 июня 2007     | Мальта            | 4:0  | 1              | Отборочные матчи ЧЕ-2008 |
| 9 | 9 сентября 2009 | Македония         | 2:1  | 1              | Отборочные матчи ЧМ-2010 |